# Diecezja Hưng Hóa
Diecezja Hưng Hóa (łac. Dioecesis Hung Hoaensis; wiet. Giáo phận Hưng Hóa) – jedna z 24 diecezji obrządku łacińskiego w Kościele katolickim w Wietnamie ze stolicą w Sơn Tây. Erygowana 15 kwietnia 1895 brewe przez Leona XIII jako wikariat apostolski Górnego Tonkinu, a przemianowana na wikariat Hưng Hóa 3 grudnia 1924. Ustanowiona diecezją 24 listopada 1960 bullą papieską przez Jana XXIII. Biskupstwo jest sufraganią archidiecezji Hanoi.

## Biskupi

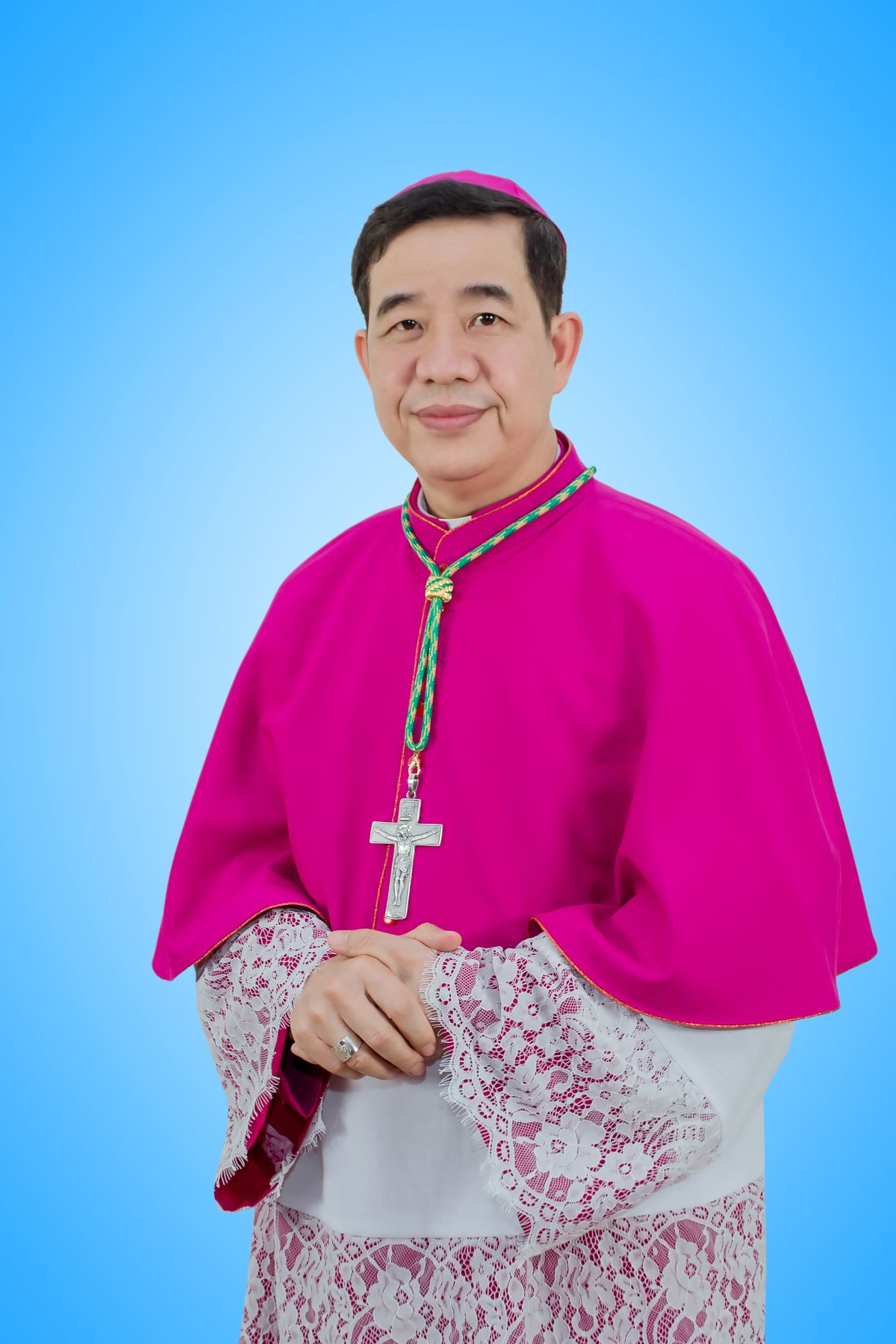
Đaminh Hoăng Minh Tiến – biskup diecezjalny

- bp Đaminh Hoăng Minh Tiến – ordynariusz Hưng Hóa od 2022
  - bp Paul Nguyễn Quang Ðình – biskup pomocniczy od 2025

### Biskup senior
- bp Jean Marie Vũ Tất – biskup diecezjalny w latach 2011–2020, senior od 2020